# Fernando Schwalb
Fernando Leopoldo Enrique Schwalb López-Aldana (Lima, 26 de agosto de 1916 - Ib., 22 de julio del 2002) fue un abogado, diplomático y político peruano. Fue primer vicepresidente del Perú durante el segundo gobierno de Fernando Belaúnde Terry y presidente del Consejo de Ministros en dos ocasiones. Fue también ministro de Relaciones Exteriores y senador de 1963 a 1968.

## Biografía
Fernando Schwalb nació en la ciudad de Lima, el 26 de agosto de 1916. Fue hijo de Joaquín Schwalb Ramos, de origen alemán, y de María López-Aldana Hugues. Se contó entre sus antepasados el doctor Fernando López-Aldana (1784-1841), abogado nacido en Santafé de Bogotá que se estableció en Lima, donde participó en la independencia del Perú. Fue hijo del doctor Sebastián López Ruiz, panameño, y su esposa María Begoña de Aldana y Silva.
Realizó sus estudios primarios y secundarios en el Colegio Sagrados Corazones Recoleta entre 1923 y 1932. Luego ingresó a la Pontificia Universidad Católica del Perú en donde estudió la carrera de Derecho y se graduó de bachiller. También estudió en la Universidad Nacional Mayor de San Marcos, donde se graduó de abogado el 27 de noviembre de 1940.
En el año 1933 se incorporó al servicio diplomático, pasando por diversos empleos auxiliares hasta llegar a ser segundo secretario, siendo destinado a la embajada de los Estados Unidos en 1944. Integró la delegación peruana acreditada ante la flamante Organización de las Naciones Unidas, en 1946. Al año siguiente ascendió a primer secretario.
En 1948 fue elevado a ministro consejero, pero renunció al servicio diplomático al producirse el golpe de Estado del general Manuel A. Odría.
Volvió al Perú, donde se consagró al ejercicio de su profesión y alternativamente colaboró en la prensa.
El 20 de abril de 1950, se casó con Carmen Tola Mendoza en el distrito de Barranco.

## Trayectoria
Como político incursiona en Acción Popular, partido político de Fernando Belaúnde Terry en el cual fue uno de los organizadores partidarios y ejerció como secretario general durante los años 60s.
El 28 de julio de 1963, al iniciarse el primer gobierno de Fernando Belaúnde, Schwalb fue nombrado como ministro de Relaciones Exteriores en su primer gabinete ministerial presidido por Óscar Trelles Montes. Sin embargo el 31 de diciembre del mismo año, Fernando Schwalb tuvo que dejar el cargo tras la censura de la oposición contra Óscar Trelles y ese mismo día asumió como nuevo presidente del Consejo de Ministros.
Permaneció en el cargo hasta su renuncia en septiembre de 1965 donde renunció a ambos cargos. Schwalb también fue Presidente Presidente del Banco Central y Reserva durante 1966 hasta 1968.
Tras el golpe de Estado de las Fuerzas Armadas comandadas por el general Juan Velasco Alvarado, Schwalb salió del país en 1968. En el extranjero ejerció funciones de confianza en los organismos internacionales de crédito.
Apoyó a su partido Acción Popular en la campaña a favor de la restauración democrática.
En las elecciones generales de 1980, fue candidato a la primera Vicepresidencia en la plancha presidencial de Fernando Belaúnde por Acción Popular, quien luego de las elecciones, Belaúnde salió nuevamente triunfador como Presidente de la República.
El 28 de julio de 1980, mismo día que Fernando Belaúnde juramentó a la Presidencia de la República, Schwalb junto a Javier Alva Orlandini juramentaron como Vicepresidentes de la República ante el Senado para el periodo presidencial 1980-1985.
Poco después de haberse inaugurado el segundo gobierno de Belaúnde, fue nombrado Embajador de Perú en Estados Unidos.
Permaneció en el cargo hasta 1982 donde renunció para luego asumir el Premierato.
El 9 de diciembre de 1982, ante la dimisión del gabinete presidido por Manuel Ulloa Elías, Schwalb fue convocado nuevamente para asumir la Presidencia del Consejo de Ministros en el segundo gobierno de Fernando Belaúnde.
El 3 de enero de 1983, luego de la renuncia de Javier Arias Stella, fue nombrado Ministro de Relaciones Exteriores.
En abril de 1984, renunció a ambos cargos. Posteriormente, fue embajador en misión especial en Estados Unidos y Canadá, a raíz del conflicto limítrofe entre Perú y Ecuador de 1995. También fue, ese mismo año, Presidente de la Comisión de Relaciones Exteriores.

## Fallecimiento
El 22 de julio del 2002, Schwalb falleció a los 85 años. Fue homenajeado por el Congreso de la República y por la bancada de Acción Popular.

## Premios y reconocimientos
- Gran Cruz de la Orden del Sol, Perú (1964).
- Gran Oficial de la Legión de Honor, Francia.